# نیکولای کلاشنیکوف
نیکولای کلاشنیکوف (روسی: Николай Фёдорович Калашников؛ زادهٔ ۱۱ اکتبر ۱۹۴۰) بازیکن واترپلو اهل اتحاد جماهیر شوروی سوسیالیستی است.